# Omphalocarpum
Genre
Classification phylogénétique
Omphalocarpum est un genre de plantes à fleurs de la famille des Sapotaceae, comptant une quarantaine d'espèces d'arbres et d'arbustes originaires d'Afrique tropicale.

## Liste d'espèces
- Omphalocarpum adolfi-friederici  Engl. & K.Krause, Bot. Jahrb. Syst. 49: 383 (1913).
- Omphalocarpum agglomeratum  De Wild., Pl. Bequaert. 4: 77 (1926);
- Omphalocarpum ahia  A.Chev., Veg. Ut. Afr. Trop. Franç. 5: 244 (1909);
- Omphalocarpum bequaertii    De Wild., Rev. Zool. Bot. Africaines 7(Suppl.): 4 (1919);
- Omphalocarpum boyankombo  De Wild., Pl. Bequaert. 4: 81 (1926);
- Omphalocarpum bracteatum  Baudon, Ann. Inst. Bot.-Géol. Colon. Marseille, IV, 7: 29 (1929);
- Omphalocarpum brieyi  De Wild., Rev. Zool. Bot. Africaines 7(Suppl.): 6 (1919);
- Omphalocarpum busange  De Wild., Pl. Bequaert. 4: 84 (1926);
- Omphalocarpum cabrae  De Wild., Miss. Ém. Laurent 1: 421 (1907);
- Omphalocarpum claessensii  De Wild., Pl. Bequaert. 4: 86 (1926);
- Omphalocarpum elatum  Miers, Trans. Linn. Soc. London, Bot. 1: 16 (1875);
- Omphalocarpum ghesquierei  De Wild., Pl. Bequaert. 4: 87 (1926);
- Omphalocarpum lecomteanum  Pierre ex Engl., Monogr. Afrik. Pflanzen-Fam. 8: 15 (1904);
- Omphalocarpum lescrauwaetii  De Wild., Rev. Zool. Bot. Africaines 7(Suppl.): 8 (1919);
- Omphalocarpum lujai  De Wild., Rev. Zool. Bot. Africaines 7(Suppl.): 10 (1919);
- Omphalocarpum massoko  Baudon, Ann. Inst. Bot.-Géol. Colon. Marseille, IV, 7: 27 (1929);
- Omphalocarpum mayumbense  Greves, J. Bot. 65(Suppl. 2): 70 (1927);
- Omphalocarpum mortehanii  De Wild., Rev. Zool. Bot. Africaines 7(Suppl.): 11 (1919);
- Omphalocarpum ogouense  Pierre ex Engl., Monogr. Afrik. Pflanzen-Fam. 8: 17 (1904);
- Omphalocarpum pachysteloides  Mildbr. ex Hutch. & Dalziel, Fl. W. Trop. Afr. 2: 13 (1931);
- Omphalocarpum pedicellatum  De Wild., Rev. Zool. Bot. Africaines 7(Suppl.): 12 (1919);
- Omphalocarpum procerum  P.Beauv., Fl. Oware 1: 10 (1805);
- Omphalocarpum sankuruense  De Wild., Miss. Ém. Laurent 1: 419 (1907);
- Omphalocarpum sphaerocarpum  De Wild., Rev. Zool. Bot. Africaines 7(Suppl.): 14 (1919);
- Omphalocarpum strombocarpum  Y.B.Harv. & Lovett, Kew Bull. 54: 198 (1999);
- Omphalocarpum torosum  Baudon, Ann. Inst. Bot.-Géol. Colon. Marseille, IV, 7: 30 (1929);
- Omphalocarpum vermoesenii  De Wild., Pl. Bequaert. 4: 97 (1926);